# Dois Irmãos do Buriti
Dois Irmãos do Buriti är en kommun i Brasilien.   Den ligger i delstaten Mato Grosso do Sul, i den södra delen av landet, 900 km sydväst om huvudstaden Brasília. Antalet invånare är 10 362.
Omgivningarna runt Dois Irmãos do Buriti är huvudsakligen savann. Runt Dois Irmãos do Buriti är det mycket glesbefolkat, med 5 invånare per kvadratkilometer.